# Pinheiros Schlankbeutelratte
Pinheiros Schlankbeutelratte (Marmosops pinheiroi) ist eine Beuteltierart, die im nordöstlichen Südamerika vom östlichen Venezuela (Bundesstaat Bolívar) über die drei Guayana und Amapá bis in die küstennahen Gegenden von Pará vorkommt.

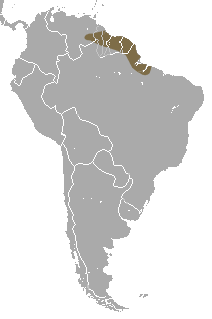
Verbreitungsgebiet

Die Art ist nach dem brasilianischen Epidemiologen Francisco de Paula Pinheiro benannt.

## Beschreibung
Die Tiere erreichen eine Kopfrumpflänge von etwa 8,5 bis 12,1 cm, haben einen 14,2 bis 16 cm langen Schwanz und erreichen ein Gewicht von 19 bis 33 g. Die Farbe des Rückenfells, der Körperseiten und des Kopfes ist hell graubraun. Die Rückenhaare haben eine Länge von 6 bis 8 mm. Die Bauchseite ist weißlich oder cremefarben. Der Übergang von den graubraunen Körperseiten zum helleren Bauch erfolgt allmählich. Rund um die Augen befinden sich dunkle Augenringe. Die Oberseiten der Füße sind hell. Der Schwanz, dessen Länge etwa 150 % der Kopfrumpflänge beträgt, ist auf der Oberseite dunkel und auf der Unterseite hell. Pinheiros Schlankbeutelratte hat keinen Beutel. Die Anzahl der Zitzen liegt bei sieben oder neun, drei oder vier auf jeder Seite und eine mittige.

## Lebensraum und Lebensweise
Pinheiros Schlankbeutelratte ist nachtaktiv und kommt in primären Tieflandregenwäldern, in Sumpfwäldern und in Sekundärwäldern vor. Über ihre weitere Lebensweise, Ernährung und Fortpflanzung ist so gut wie nichts bekannt. Sie lebt sowohl auf dem Erdboden als auch in Sträuchern bis in Höhen von 1,5 Metern über dem Erdboden.

## Status
Da Pinheiros Schlankbeutelratte ein großes Verbreitungsgebiet hat und in mehreren Schutzgebieten vorkommt gilt sie als ungefährdet.

## Belege
1. 1 2  Juan F. Díaz-Nieto, Robert S. Voss: A Revision of the Didelphid Marsupial Genus Marmosops, Part 1. Species of the Subgenus Sciophanes. Bulletin of the American Museum of Natural History Number 402 :1-70. 2016, doi: 10.1206/0003-0090-402.1.1. Seite 26–27.
2. ↑  Beolens, Watkins & Grayson: The Eponym Dictionary of Mammals. JHU Press, 2009, S. 323 (Pinheiro ).
3. 1 2 3  Diego Astúa: Family Didelphidae (Opossums). in Don E. Wilson, Russell A. Mittermeier: Handbook of the Mammals of the World – Volume 5. Monotremes and Marsupials. Lynx Editions, 2015, ISBN 978-84-96553-99-6. Seite 182.
4. ↑  Marmosops pinheiroi in der Roten Liste gefährdeter Arten der IUCN 2016. Eingestellt von: Pérez-Hernandez, R. & Cáceres, N., 2015. Abgerufen am 22. Januar 2019.